# Nelson Eddy
Nelson Eddy, né Nelson Ackermann Eddy, est un chanteur d'opérette et un acteur américain, né le 29 juin 1901 à Providence (Rhode Island, États-Unis) et mort le 6 mars 1967 à Miami Beach (Floride).

## Biographie
Ses parents étaient chanteurs et son grand-père était musicien. Incapable de se payer un professeur, il a appris à chanter à l'aide d'enregistrements d'opéra. À l'âge de 14 ans, il a travaillé en tant qu'opérateur de téléphone dans une fonderie de fer de Philadelphie. Le docteur Edouard Lippe lui a donné des leçons particulières et lui a prêté de l'argent pour des études à Dresde et à Paris.
Nelson Eddy a donné son premier concert en 1928 à Philadelphie. En 1933, il signe un contrat de sept ans pour la MGM. Après des leçons avec la MGM, il connait le succès avec Jeanette MacDonald dans le film Naughty Marietta, fait avec un très petit budget. Jeanette MacDonald et lui ont tourné ensuite plus de six films ensemble. Leur dernier film était Ma femme est un ange en 1942. Ses films avec Jeanette MacDonald se sont bien vendus jusque vers 1959.
Il décède le 6 mars 1967, à l'âge de 65 ans. Il s'est converti à la religion des Témoins de Jéhovah au cours des dernières années de sa vie. Lui et sa femme Anne Denitz (1894-1987) n'ont eu aucun enfant.

## Filmographie
- 1933 : Les Pantins (Broadway to Hollywood) de Willard Mack
- 1933 : Dancing Lady de Robert Z. Leonard
- 1934 : Student Tour de Charles Reisner
- 1935 : La Fugue de Mariette (Naughty Marietta) de Robert Z. Leonard et W. S. Van Dyke : capitaine Richard Warrington
- 1936 : Rose-Marie de W.S. Van Dyke : sergent Bruce
- 1937 : Maytime de Robert Z. Leonard : Paul Allison
- 1937 : Rosalie de W.S. Van Dyke : Dick Thorpe
- 1938 : La Belle Cabaretière de Robert Z. Leonard : Ramirez
- 1938 : Amants de W.S. Van Dyke : Ernest Lan
- 1939 : Let Freedom Ring (en) de Jack Conway : Steve Logan
- 1939 : Balalaïka de Reinhold Schunzel : prince Peter Karagin alias Peter Teranda
- 1940 : L’Île des amours (The New Moon)de Robert Z. Leonard : Henri duc de Villiers
- 1940 : Chante mon amour de W.S. Van Dyke : Carl Linden
- 1941 : The Chocolate Soldier : Karl Lang alias Vassily Vassilievitch
- 1942 : Ma femme est un ange : comte Palaffi
- 1943 : Le Fantôme de l'Opéra (Phantom of the Opera) : Anatole Garron
- 1944 : Knickerbocker Holiday : Brom Broeck
- 1946 : La Boîte à musique (Make Mine Music) : narrateur, séquence La Baleine qui voulait chanter au Met (Willie the Operatic Whale)
- 1947 : Poste avancé (Northwest Outpost) d'Allan Dwan : capitaine Jim Laurence